# Mænd og maskiner
Mænd og maskiner er en dokumentarfilm fra 1942 instrueret af Ole Berggreen efter eget manuskript.

## Handling
En fremstilling af Danmarks jern- og metalindustri, der til trods for vor mangel på råstoffer beskæftiger 70.000 mand. Filmen er præget af situationen under 2.verdenskrig.